# Gerečja vas
Gerečja vas – wieś w Słowenii, w gminie Hajdina. W 2018 roku liczyła 562 mieszkańców.